# Tamar Zandberg
Tamar "Tami" Zandberg (in ebraico: תָּמָר "תַּמִּי" זַנְדְבֵּרְג) (Ramat Gan, 29 aprile 1975) è una politica israeliana, dal 2021 Ministro della protezione Ambientale e in precedenza membro della Knesset per Meretz dal 2013 al 2021, guidando il partito tra il 2018 e il 2019.

## Biografia
Zandberg è nata a Ramat Gan nel 1976, figlia della giornalista Esther Zandberg e di Yoel Zandberg e sorella del calciatore israeliano Michael Zandberg. Ha frequentato la Blich High School e ha prestato servizio nel Corpo educativo delle Forze di difesa israeliane. Ha conseguito un master in Psicologia Sociale presso l'Università Ben-Gurion  del Negev e una laurea in Giurisprudenza (LLB) presso l'Università di Tel Aviv e fino a quando non è entrata alla Knesset ha insegnato al Sapir Academic College nel dipartimento di Management e Politiche Pubbliche. Attualmente è dottoranda in Politica e Governo presso la Ben Gurion University.

## Carriera politica
Ha iniziato la sua carriera politica nel 2003, quando ha cominciato a lavorare come assistente parlamentare del Meretz MK Ran Cohen, un lavoro che ha ricoperto fino al 2008. Nello stesso anno è stata eletta al consiglio comunale di Tel Aviv al secondo posto nella lista Meretz. Durante il suo mandato nel consiglio, ha presieduto il comitato per gli affari femminili della città ed è stata membro sia del comitato finanziario che del comitato per gli alloggi a prezzi accessibili. Era dietro un'iniziativa per introdurre il trasporto pubblico durante lo Shabbat, e ha anche promosso l'azione contro l'apertura di strip club, il progresso del matrimonio civile e omosessuale e la promozione delle piccole imprese gestite da donne.
Zandberg è stato uno dei principali attivisti del movimento di protesta sociale dell'estate 2011 ed è stato membro del gruppo di esperti che ha introdotto la piattaforma abitativa e di trasporto del movimento. Durante le proteste, Zandberg ha guidato, insieme ad altri membri del consiglio comunale di Meretz, il ritiro di Meretz dalla coalizione del consiglio, guidata dal sindaco Ron Huldai a causa della violenta repressione delle proteste.  Si considera una femminista, ambientalista urbana e socialdemocratica. È a capo della fazione di opposizione "Social Home" all'interno di Na'amat, il principale sindacato israeliano per le donne lavoratrici.
Prima delle elezioni del 2013 si è classificata sesta nella lista Meretz, dopo aver raccolto i finanziamenti per la sua campagna attraverso un sito web di crowdsourcing che ha permesso alle persone di donare piccole somme fino a 1000 NIS.  Entrò alla Knesset quando il partito ottenne sei seggi. Durante il suo primo mandato ha fondato e co-presieduto la "Lobby for Sustainable Transportation", è stata coinvolta nella fondazione della "Urban Renewal Lobby" e ha diretto il Sottocomitato delle spiagge israeliane. Ha presentato leggi sulla depenalizzazione dell'uso personale della cannabis e del congedo di paternità. 
Si è candidata al quinto posto nelle elezioni del 2015 e sembrava aver perso il suo seggio quando il risultato preliminare ha indicato che Meretz aveva vinto solo quattro seggi. La leader del partito Zehava Gal-On ha annunciato che si sarebbe dimessa dalla Knesset e da presidente del partito per consentire a Zandberg, una stella nascente all'interno del partito, di rientrare nella Knesset come quarto parlamentare del partito. Tuttavia, Zandberg ha esortato Gal-On a riconsiderare la sua decisione e rimanere come leader del partito alla Knesset. Una volta contate le schede degli assenti e dei soldati, tuttavia, Meretz ottenne inaspettatamente un quinto seggio, permettendo a Gal-On di continuare come leader del partito.
Dopo essere stata rieletta, è diventata membro della commissione per gli affari interni e l'ambiente e presidente della commissione per l'abuso di droghe e alcol, oltre a co-dirigere la lobby sociale-ambientale, la lobby per il trasporto sostenibile e dirigere la lobby per il rinnovamento urbano. Ha vinto il Green Globe Award per il suo lavoro come funzionario pubblico che promuove la legislazione ambientale e sostenibile.
Zandberg ha vinto le elezioni per la leadership di Meretz il 22 marzo 2018 con il 71% dei voti espressi. È stata rieletta alla Knesset nelle elezioni dell'aprile 2019 come candidata principale nella lista Meretz.
Durante la corsa alle elezioni di settembre, ha perso le elezioni per la leadership del partito contro Nitzan Horowitz. Meretz si unì all'alleanza dell'Unione Democratica per le elezioni, con Zandberg rieletto al quarto posto della lista.
Nel 2021, è diventata Ministro della Protezione Ambientale nel trentaseiesimo governo di Israele. Si dimise dal suo seggio alla Knesset in base alla legge e fu sostituita da Gaby Lasky.

## Vita privata
Zandberg è divorziata e ha una figlia. Vive a Tel Aviv con il suo partner, Uri Zaki, ex direttore esecutivo di B'Tselem USA, e la figlia. Zandberg è atea e vegana.